# Фридрих, Йёрг
Йёрг Фридрих (нем. Jörg Friedrich; род. 7 июля 1959, Ратенов, Бранденбург) — немецкий гребец, выступавший за сборную ГДР по академической гребле в конце 1970-х — начале 1980-х годов. Чемпион летних Олимпийских игр в Москве, двукратный чемпион мира, победитель и призёр многих регат национального значения.

## Биография
Йёрг Фридрих родился 7 июля 1959 года в городе Ратенов, ГДР. Проходил подготовку в Потсдаме в местном спортивном клубе «Динамо».
Впервые заявил о себе в гребле в 1977 году, выиграв золотую медаль в распашных безрульных двойках на юниорском мировом первенстве в Тампере.
Первого серьёзного успеха на взрослом международном уровне добился в сезоне 1979 года, когда вошёл в основной состав восточногерманской национальной сборной и побывал на чемпионате мира в Бледе, откуда привёз награду золотого достоинства, выигранную в восьмёрках.
Благодаря череде удачных выступлений удостоился права защищать честь страны на летних Олимпийских играх 1980 года в Москве — совместно с командой гребцов, куда вошли Бернд Краус, Ханс-Петер Коппе, Ульрих Конс, Ульрих Карнац, Йенс Добершюц, Уве Дюринг, Бернд Хёинг и рулевой Клаус-Дитер Людвиг, победил в зачёте восьмёрок, опередив преследовавшую команду Великобритании почти на три секунды, и тем самым завоевал золотую олимпийскую медаль. За это выдающееся достижение по итогам сезона был награждён орденом «За заслуги перед Отечеством» в серебре.
После московской Олимпиады Фридрих остался в составе гребной команды ГДР и продолжил принимать участие в крупнейших международных регатах. Так, в 1981 году он выступил на мировом первенстве в Мюнхене, где занял первое место в рулевых четвёрках, став таким образом двукратным чемпионом мира по академической гребле.
В 1982 году выиграл серебряную медаль в восьмёрках на чемпионате мира в Люцерне, уступив в финале только экипажу из Новой Зеландии.
На мировом первенстве 1983 года в Дуйсбурге получил серебро в рулевых четвёрках — здесь вновь проиграл в финале новозеландским спортсменам.
Рассматривался в качестве кандидата на участие в Олимпийских играх 1984 года в Лос-Анджелесе, однако Восточная Германия вместе с несколькими другими странами социалистического лагеря бойкотировала эти соревнования по политическим причинам. Вместо этого Фридрих выступил на альтернативной регате «Дружба-84» в Москве, где стал серебряным призёром в восьмёрках, пропустив вперёд экипаж из СССР.
Помимо занятий спортом служил в потсдамской Народной полиции. После объединения Германии работал по специальности столяром.